# Силвела (Кремона)
Силвела је насеље у Италији у округу Кремона, региону Ломбардија.
Према процени из 2011. у насељу је живело 16 становника. Насеље се налази на надморској висини од 36 м.